# هيتولا (أسطورة)
هيتولا (بالإنجليزية: Hittola)‏ «منطقة الشيطان» في الأساطير الفنلندية، منطقة موحشة كئيبة تحتوي على تلال وأشجار متفحمة وهي مليئة بالعفاريت.